# Superskupovi galaktika
Superskupovi galaktika naziv je za skupove skupova galaktika. Naša je Mjesna skupina član Mjesnog superskupa.
Superskupovi se najčešće sastoje od lanaca desetaka skupova s masama reda 1·1016 masi Sunca. Naš Mjesni superskup u čijem je središtu skupa Djevice je relativno siromašan. Njegov promjer je oko 15 Mpc (megaparseka). Najveći superskupovi, kakav je onaj u čijem je središtu skupa Berenikine kose, imaju promjere i do 100 Mpc. Oko 90% svih galaktika nalaze se u superskupovima.